# Lophostoma
Lophostoma là một chi động vật có vú trong họ Dơi mũi lá, bộ Dơi. Chi này được d Orbigny miêu tả năm 1836. Loài điển hình của chi này là Lophostoma silvicolum d Orbigny, 1836.

## Các loài
Chi này gồm các loài:
- Lophostoma brasiliense
- Lophostoma carrikeri
- Lophostoma evotis
- Lophostoma kalkoae
- Lophostoma occidentalis
- Lophostoma schulzi
- Lophostoma silvicolum
- Lophostoma yasuni